# 伊澤山
伊澤山，位於臺灣新竹縣尖石鄉秀巒村與苗栗縣泰安鄉梅園村之间的一座山峰，為台灣知名山峰，也是台灣百岳之一，排名第53，海拔3,297公尺，山頂有編號為 6251號的三等三角點，屬於雪山山脈，也處於雪霸國家公園。伊澤山南方有小霸尖山，是雪山山脈中段的最北的一座山峰，也是台灣百岳中最北的一座。

## 外部連結
- 大霸/聖稜線段 （页面存档备份，存于） - 國家步道系統
- 中華民國山岳協會 - 最初為「台灣山岳會」
- 雪霸聖稜線
- 聖稜線 （页面存档备份，存于） - 聖稜線步道稜脈圖 （页面存档备份，存于）
- 聖稜線 - 連峰照片
- 雪山山脈的聖稜、南稜與西南稜線 - 連峰照片
- 山情點滴─山與人的故事 （页面存档备份，存于）